# سیارک ۹۰۵۲۵
سیارک ۹۰۵۲۵ (به انگلیسی: 90525 Karijanberg، نامگذاری:2004FB2) نود هزار و پانصد و بیست و پنجمین سیارک کشف شده‌است که در ۱۷ مارس ۲۰۰۴ کشف شد.